# 2008 في كازاخستان
فيما يلي قوائم الأحداث التي وقعت خلال عام 2008 في كازاخستان.

## رياضة
- 1 يناير – دوري كازاخستان الممتاز 2008 الفائز نادي آكتوبه.

## أفلام
من الأفلام التي صدرت هذه السنة في كازاخستان:
- 1 يناير – تولبان من إخراج Sergey Dvortsevoy [الإنجليزية]‏.

## وفيات

### مايو
- 20 مايو – خيواز دوسبانوفا (مواليد 1922)

### يونيو
- 28 يونيو – رسلانا كورشنوفا (مواليد 1987) عارضة كازاخستانية.